# Az-Zalzala

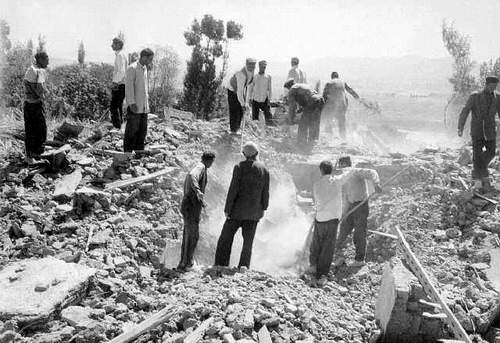
Skadan efter en jordbävning.

Az-Zalzalah (arabiska: سورة الزلزلة) ("När jorden skälver") är den nittionionde suran i Koranen med 8 verser (ayah). Perioden för surans uppenbarelse är oviss.
Suran inleder med att berätta hur jorden på Domedagen kommer att "skälva i sitt sista skalv och kasta upp sina bördor". Den dagen ska jorden berätta vad den bevittnat av människornas handlingar och den gör det på Guds ingivelse.
Jorden som kastar upp sina bördor och avslöjar sina hemligheter impliceras i suran genom en metafor om födelsen. Jorden (al-ard) i feminint genus berättar hur hennes Herre avslöjade den sista hemligheten för henne. Människovarelser kommer då inse att ansvarsskyldighetens stund har kommit. Denna grundliga ansvarsskyldighet kommer återspegla människans goda och onda gärningar, vilka kanske verkade obetydliga då hon begick dem.
Verser 6-8 klargör att alla människor kommer att sorteras in i grupper efter sina gärningar, och de kommer att få se allt de någonsin gjort; varje stoftkorns vikt av gott eller ont:
| ”                                                                      | [6] Den Dagen skall människorna stiga fram i spridda skaror för att se sina handlingar. [7] Och den som har gjort så litet som ett stoftkorns vikt av gott skall se det, [8] och den som har gjort så litet som ett stoftkorns vikt av ont skall se det. | „ |
| – ur Koranens budskap i översättning av Mohammed Knut Bernström (2000) | |   |